# 叙事结构
叙事结构可以视作一种框架结构，在此基础上，故事或叙事的顺序和风格被展现给读者、听众或者观察者。理论家在描述一个文本的叙事结构时，会涉及结构元素，例如：
- 介绍：故事中的角色及其环境是如何塑造的；
- 合声：以旁观者的语气描述事态或指示适当的情绪反应；
- 尾声：终止于叙事结尾并做终结注释。

古希腊哲学家亚里士多德和柏拉图最早提出叙事结构的概念，在20世纪中晚期，再次引起关注。罗兰·巴特、弗拉基米尔·雅可夫列维奇·普罗普、约瑟夫·坎贝尔和諾思洛普·弗萊试图论证人类叙事的普遍性，发现其中深层的基本元素。当后结构主义理论家米歇尔·福柯、雅克·德里达等人宣称这种深层结构在逻辑上根本不可能存在时，关于叙事结构的争论再次浮出水面。
諾思洛普·弗萊在其著作《批评的剖析》中，将叙事结构分为春、夏、秋、冬四种，他称之为“原型”。
- 春的原型对应于喜剧，也就是说，那些会将糟糕的局面导向快乐结尾的故事。如莎士比亚的《第十二夜》。

- 夏的原型对应于乌托邦幻想，如但丁《神曲》中的天堂。

- 秋的原型对应于悲剧，其中理想的情形走向灾难。例如《哈姆雷特》、《奥塞罗》以及《李尔王》都属于这种情况。

- 冬对应于反乌托邦，例如乔治·奥威尔的《一九八四》和奥尔德斯·赫胥黎的《美丽新世界》。